# Allocosa pistia
Allocosa pistia är en spindelart som först beskrevs av Embrik Strand 1913.  Allocosa pistia ingår i släktet Allocosa och familjen vargspindlar. Inga underarter finns listade i Catalogue of Life.